# Cefazolină
Cefazolina este un antibiotic din clasa cefalosporinelor de generație I, utilizat în tratamentul unor infecții bacteriene. Este utilizată în tratamentul celulitei, infecțiilor de tract urinar, pneumoniei, endocarditei, artritei și infecțiilor de tract biliar. Se mai utilizează în profilaxia perioperatorie. Căile de administrare disponibile sunt intramusculară și intravenoasă.
Se află pe lista medicamentelor esențiale ale Organizației Mondiale a Sănătății.

## Reacții adverse
Printre reacțiile adverse se numără diareea, voma, dezvoltarea infecțiilor fungice și reacțiile alergice. Nu este recomandată pacienților cu istoric de reacții anafilactice la peniciline. Este relativ sigură pentru utilizare în timpul sarcinii și alăptării.